# Thomas Siepmann

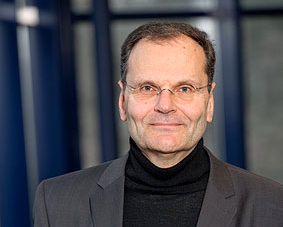
Thomas Siepmann

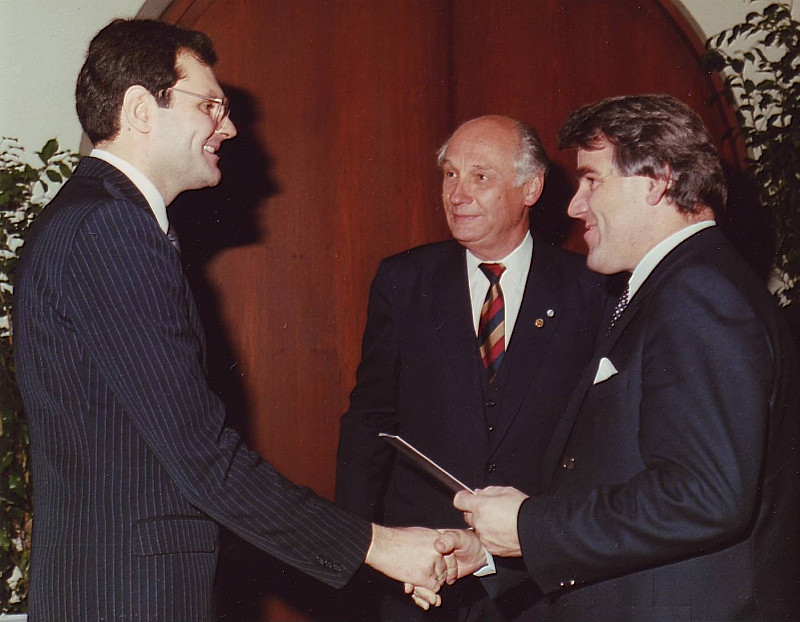
Thomas Siepmann erhält den Preis der FAG-Kugelfischer-Stiftung aus den Händen von Staatssekretär Alfons Zeller und Georg Schäfer, dem Vorsitzenden des Stiftungsrates

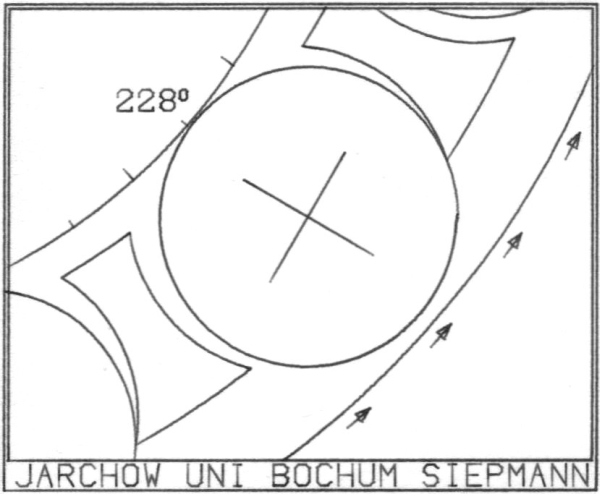
Computeranimation (1987) der Schmierspaltverhältnisse in einem allgemein beschleunigten Wälzlager

Thomas Siepmann (* 1958 in Essen) ist ein deutscher Informatiker und Professor an der FH Aachen mit den Forschungsschwerpunkten Application Lifecycle Management (ALM) und Organisation der Softwareentwicklung.

## Leistungen
Thomas Siepmann studierte an der Ruhr-Universität Bochum Maschinenbau und promovierte zum Dr.-Ing. am Institut für Konstruktionstechnik als Mitarbeiter von Friedrich Jarchow. Für seine Dissertation mit dem Thema Reibmomente in Zylinderrollenlagern für Planetenräder wurde ihm 1988 der hochdotierte FAG Kugelfischer-Preis verliehen. 
Durch seine Forschungsarbeit wurde es möglich, auf Basis der instationären elastohydrodynamischen Schmiertheorie die Reibungsverhältnisse beliebig beschleunigter Wälzlager theoretisch zu beschreiben und damit numerisch auswertbar zu machen. Das dafür entwickelte Softwaresystem RLSI machte erstmals die komplexen Wechselwirkungen in den Schmierspalten zwischen Wälzkörpern, Laufbahnen und Käfig sichtbar. Eine in das System integrierte Computeranimation veranschaulichte, bestätigte und erklärte viele in der industriellen Praxis bisher ausschließlich empirisch gewonnene Erkenntnisse und zeigte deren Ursachen auf.

## Industrietätigkeit
Nach seiner Promotion realisierte er als Software-Entwickler, Unternehmensberater und IT-Dienstleister Lösungen für Firmen unterschiedlicher Branchen in Industrie und Handel. Dabei durchlief er alle Managementebenen vom Projektleiter bis zum Geschäftsführer.
Am Krupp Forschungsinstitut in Essen war er ab 1987 als Mitglied des Forschungsteams Künstliche Intelligenz und Expertensysteme verantwortlich für die Entwicklung und Einsatz wissensbasierter Systeme in der industriellen Praxis.
Zwischen 1994 und 2003 leitete er die Standardsoftware-Entwicklung in einem Softwareunternehmen, den Bereich Service-Management bei einem großen IT-Dienstleister und war Geschäftsführer einer IT-Unternehmensberatung.

## Forschung und Lehre
Seit 2003 ist er Professor an der FH Aachen. Dort lehrt und forscht er auf dem Gebiet des Application Lifecycle Management mit dem Schwerpunkt "Führen im IT-Umfeld". Der Untersuchungsgegenstand ist dabei das Software-Entwicklerteam als kybernetisches System.